# Loebensteinstraße (Hannover)
Die Loebensteinstraße (lɔʊbənʃtaɪ̯nʃtʁasə), bis zum Jahr 2023 Hindenburgstraße, befindet sich im Zooviertel von Hannover in Niedersachsen. Sie führt auf einem Kilometer Länge von der Scharnhorststraße südlich des Schiffgrabens entlang der Eilenriede zum Zoo Hannover an der Adenauerallee. Der seit der Mitte des 19. Jahrhunderts mehrfach umbenannte Verkehrsweg wird von zahlreichen denkmalgeschützten Villen flankiert.
In der Loebensteinstraße sind der Sitz der CDU Niedersachsen und die Wohnung mit Kanzlei von Gerhard Schröder.

## Geschichte

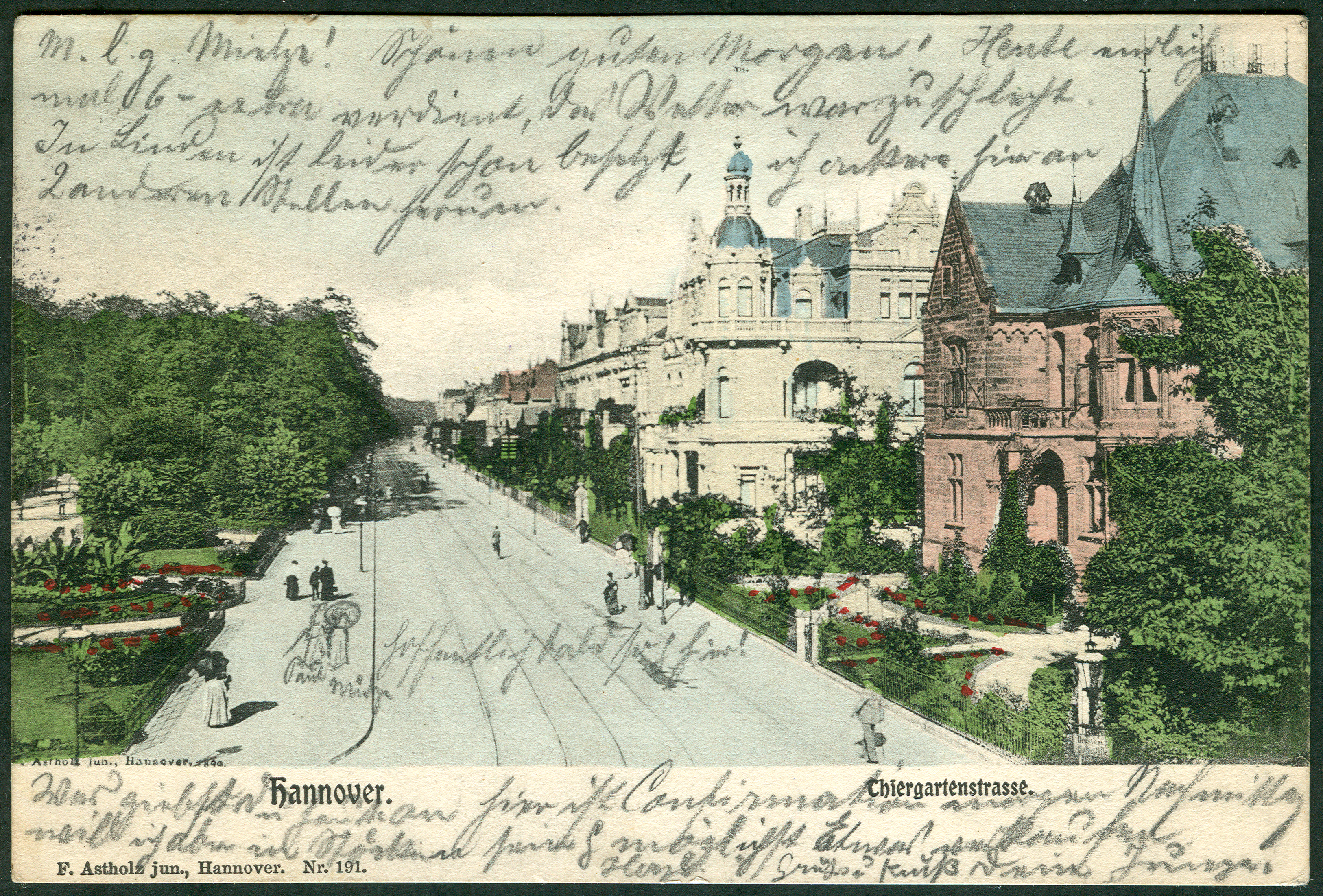
Blick durch die „Thiergartenstraße“ Ende des 19. Jahrhunderts;
kolorierte Ansichtskarte Nr. 191 von F. Astholz jun.

Die heutige Loebensteinstraße entstand zur Zeit des Königreichs Hannover um 1850 zunächst als einfacher Weg südlich des Gewässers Schiffgraben und erhielt 1854 ihren ersten amtlichen Namen als Weiden-Damm. Ab 1868 wurde der Name in „Thiergartenstraße“ geändert, laut einer späteren Mutmaßung in den Hannoverschen Geschichtsblättern „wohl des Zoologischen Gartens wegen.“
Während des Ersten Weltkriegs wurde die Straße 1916 nach dem damaligen Generalfeldmarschall Paul von Hindenburg umbenannt, der von 1919 bis 1925 in dem Viertel in der Hindenburgvilla wohnte.
2013 beauftragte die Stadt Hannover einen Beirat mit der „wissenschaftlichen Betrachtung von namensgebenden Persönlichkeiten“ in Bezug auf Straßennamen und andere städtische Ehrungen. 2018 legte der Beirat seinen Abschlussbericht vor. Unter anderem für die Hindenburgstraße empfahl er die Umbenennung. Hindenburg habe „bei der Zerstörung der Republik und beim Ausbau der Diktatur unter einem antisemitischen Regierungsprogramm die zentrale Rolle“ innegehabt.

### Umbenennung in Loebensteinstraße
Ab 2018 diskutierte der Bezirksrat des Stadtbezirks Mitte die Umbenennung der Hindenburgstraße. Kurz danach benannte die Üstra die Bushaltestelle Hindenburgstraße mit dem Namen einer nahen Querstraße um. Im Bezirksrat und in der Öffentlichkeit wurde die Straßenumbenennung kontrovers diskutiert. Die Anwohner wurden in die neue Namensfindung einbezogen. In einer Umfrage sprachen sich 2019 rund 300 der knapp 550 eingereichten Vorschläge dafür aus, den Namen beizubehalten. Unter den rund 250 eingegangenen Ideen für einen neuen Straßennamen war der Vorschlag, die Bezeichnung Loebensteinstraße zu wählen, den die damalige niedersächsische Landesbeauftragte für Migration und Teilhabe Doris Schröder-Köpf unterstützte. Den Namen trug das jüdische Mädchen Lotte-Lore Loebenstein, das in der damaligen Hindenburgstraße lebte und 1943 mit ihrer Familie im Vernichtungslager Sobibor ermordet wurde.
2021 beschloss der Bezirksrat die Umbenennung der Hindenburgstraße in Loebensteinstraße. Dagegen wandte sich eine Bürgerinitiative. Eine aus den Reihen der Straßenanlieger beim Verwaltungsgericht Hannover eingereichte Klage gegen die Umbenennung hatte zunächst aufschiebende Wirkung. 2022 wies das Gericht die Klage ab und erklärte die Umbenennung für rechtmäßig. Die historische Rolle Paul von Hindenburgs hatte bei der Entscheidung des Gerichts keine Bedeutung gespielt. Gegen den Entscheid legten die Gegner der Umbenennung Berufung beim Niedersächsischen Oberverwaltungsgericht ein, die das Gericht ablehnte. Die Umbenennung durch das Anbringen von neuen Straßenschildern wurde im April 2023 vollzogen. Danach kam es im Sommer und Herbst 2023 mehrfach zu Beschädigungen an den Schildern sowie zum Diebstahl von Schildern. Wer hinter den Aktionen stand, wurde nicht bekannt.

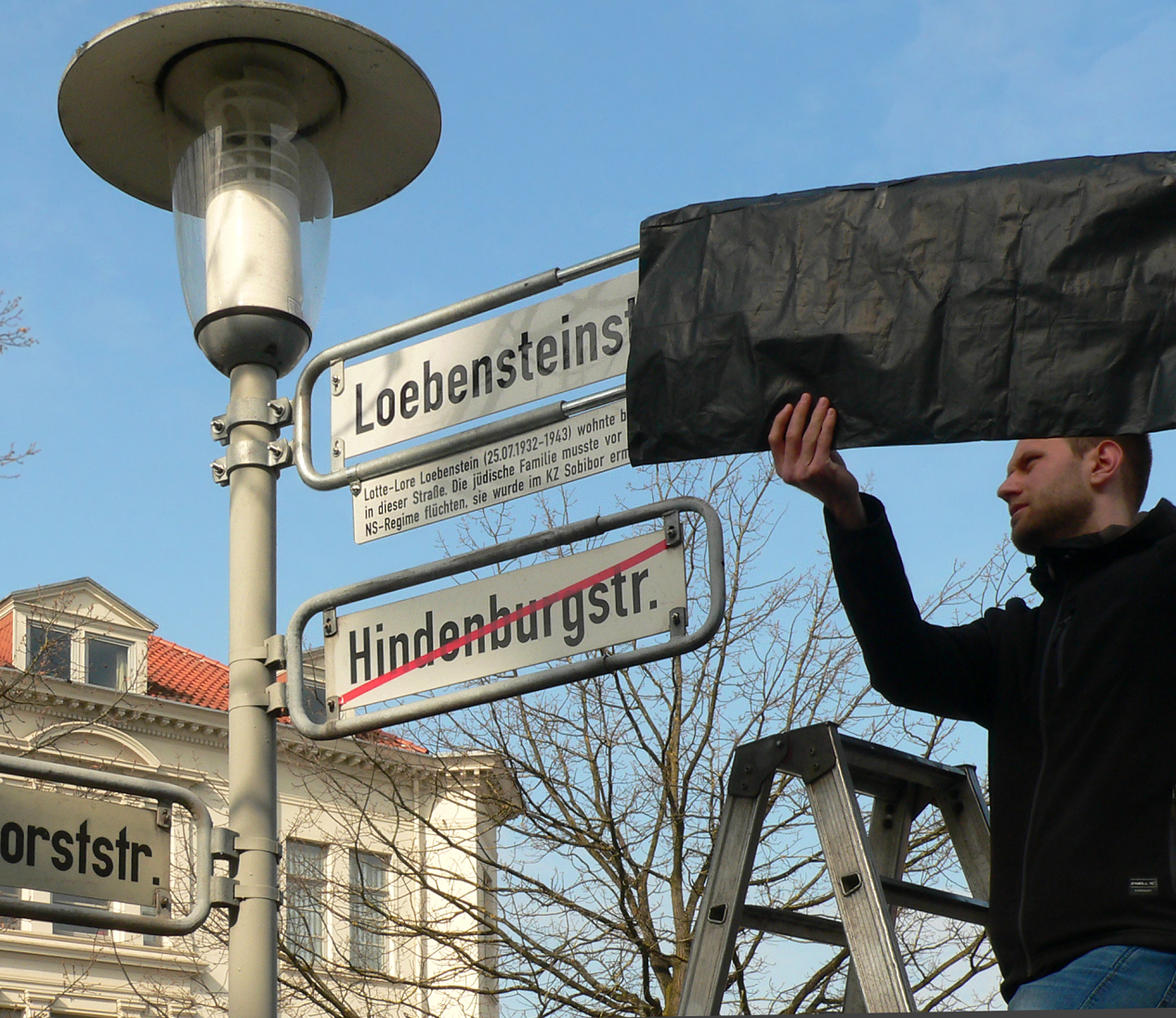
Umbenennung von Hindenburgstraße in Loebensteinstraße durch den Bürgermeister des Stadtbezirks Hannover-Mitte Jannik Schnare (Grüne), 2023
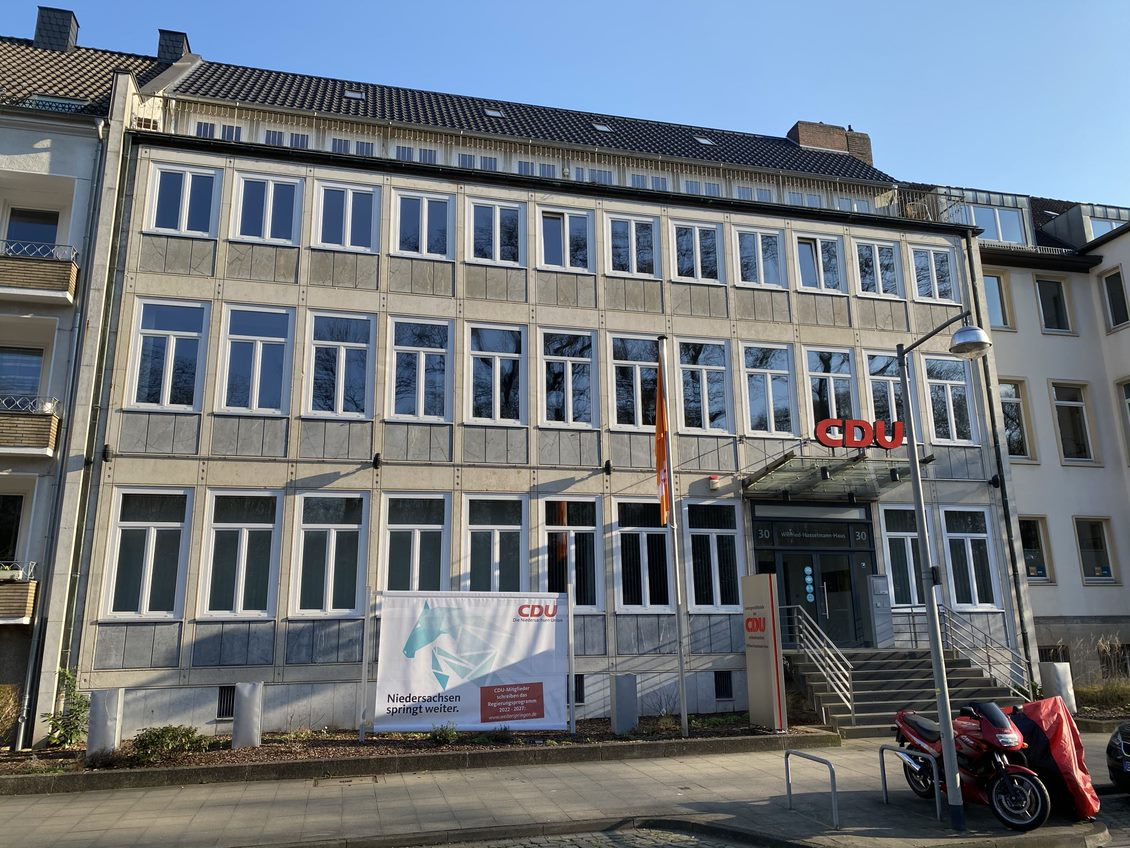
Wilfried-Hasselmann-Haus, die Landesgeschäftsstelle der CDU in Niedersachsen in der Loebensteinstraße 30
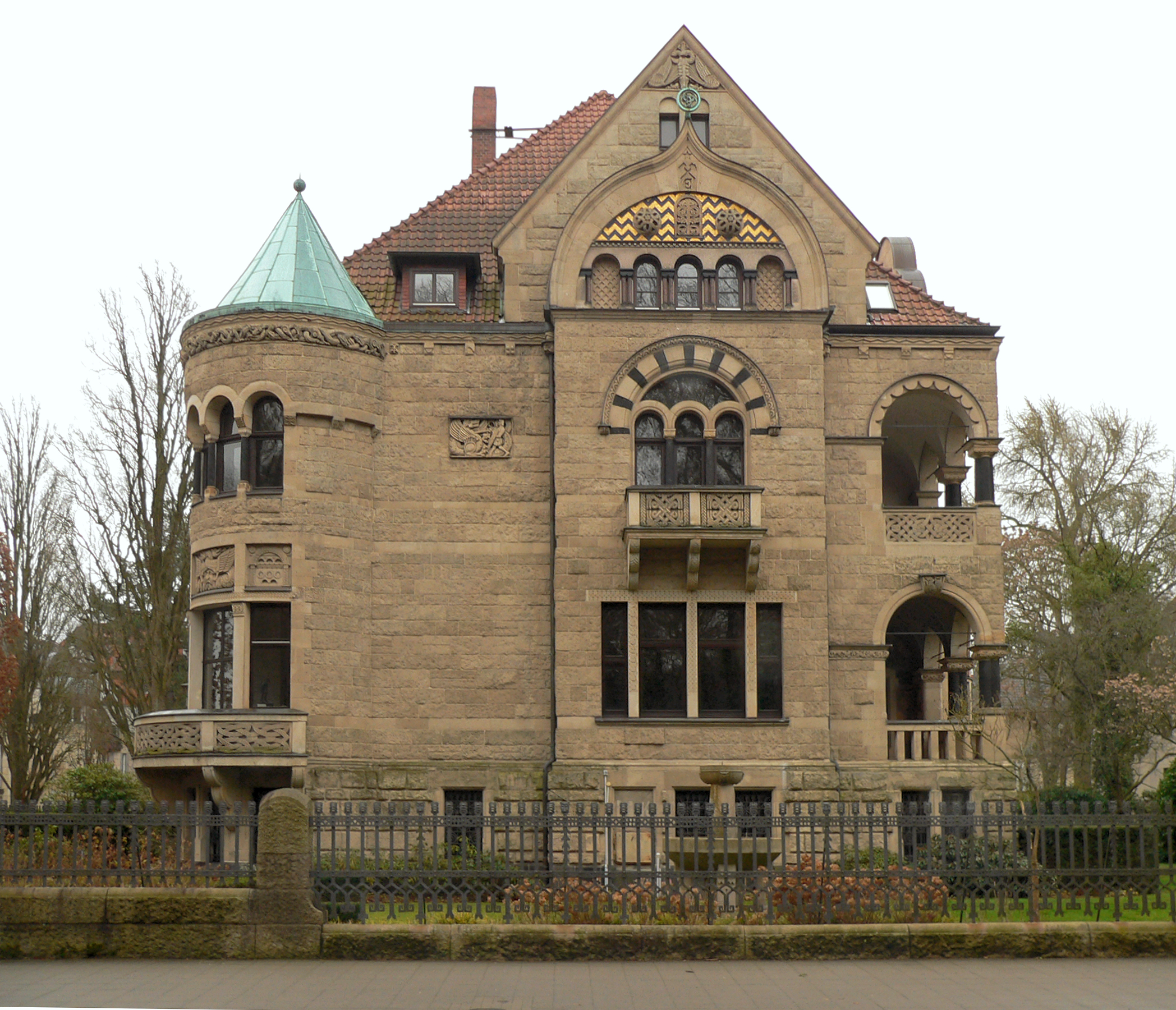
Denkmalgeschützte Villa Ebeling des Generaldirektors Gustav Ebeling in der Loebensteinstraße 42